# Keyserlingia koreensis
Keyserlingia koreensis là một loài thực vật có hoa trong họ Đậu. Loài này được (Nakai) Yakovlev mô tả khoa học đầu tiên năm 1973.